# Rego Park
Rego Park é um bairro no centro do Queens, localizado na cidade de Nova York. Rego Park é limitado a norte por Elmhurst e Corona, a leste e a sul por Forest Hills e a oeste por Middle Village. Os limites de Rego Park incluem o Queens Boulevard, a Long Island Expressway, o Woodhaven Boulevard e o Yellowstone Boulevard. Há uma grande população judaica no bairro, que possui prédios de apartamentos altos e casas isoladas, bem como uma grande zona comercial.
Rego Park está localizado no Queens Community District 6 e seu CEP é 11374. Ele é patrulhado pela 112ª Delegacia do Departamento de Polícia de Nova York. Politicamente, o Rego Park é representado pelo 29º Distrito do Conselho da Cidade de Nova York e uma pequena parte do 24º e 25º Distritos.

## Geografia
Rego Park é localizado no Queens e faz fronteira ao norte com o bairro de Elmhurst e Corona, ao leste, ao sul Forest Hills e ao leste com Middle Village.

## História

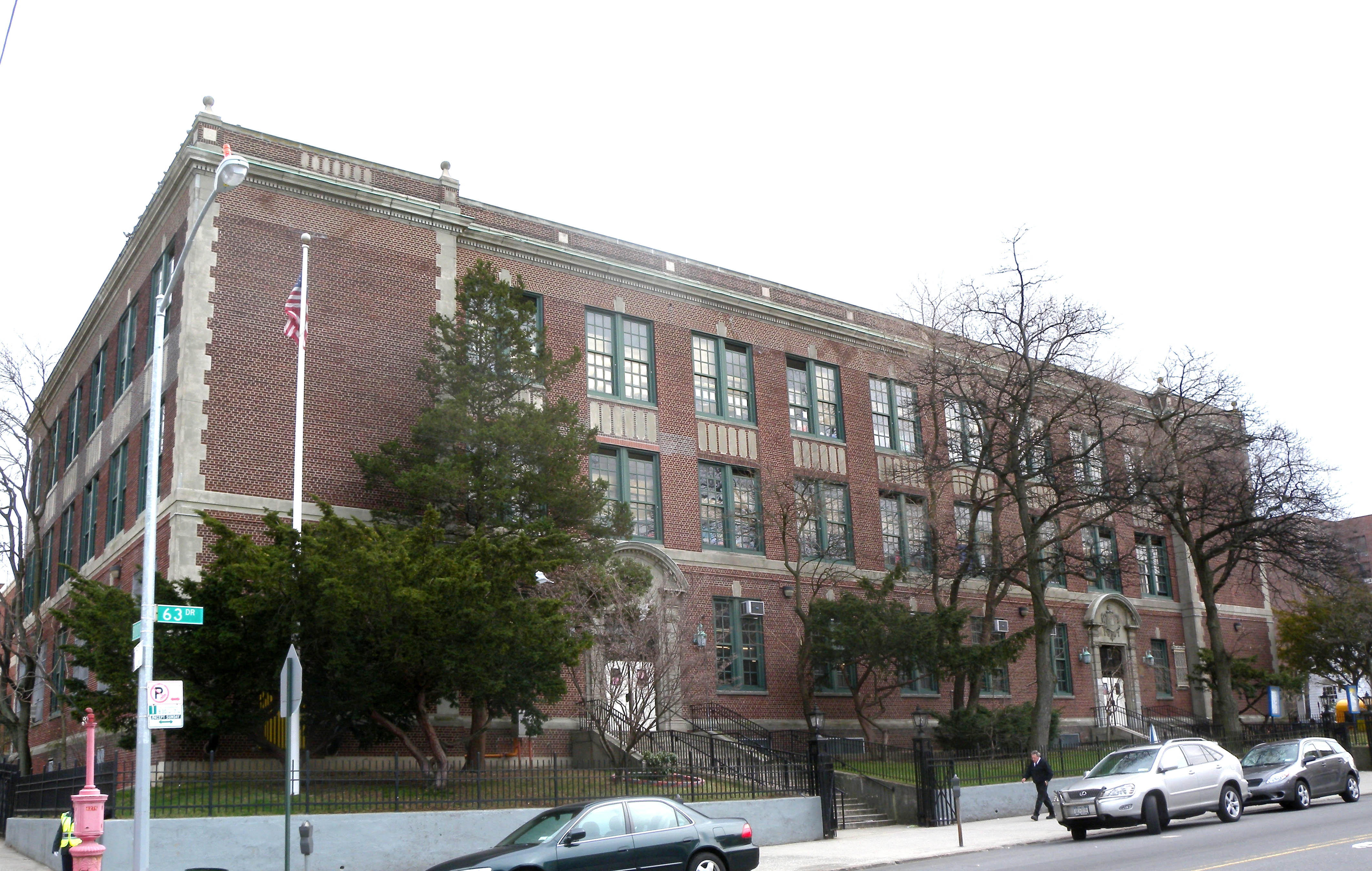
Escola Rego Park (PS 139)

Até o início do século 20, a região de Rego Park era ocupada por fazendas de imigrantes holandeses e alemães que vendiam produtos derivados do leite para estabelecimentos comerciais em Manhattan. No começo do século, os holandeses e alemães venderam suas terras para imigrantes Chineses, que passaram a comercializar produtos agrícolas exclusivamente com Chinatown, em Manhattan.
O desenvolvimento residencial na região começou na década de 1920, quando a Real Good Construction Company, desenvolveu um massivo empreendimento residencial composto de 525 casas de 8 cômodos que foram à época oferecidas por $8,000 cada. O desenvolvimento residencial trouxe comércio para a região, e em 1926, um complexo de lojas começou a ser construído entre a Queens Boulevard e a Rua 63, além de um prédio de apartamentos que foi construído em 1927–28.

## Galeria de imagens

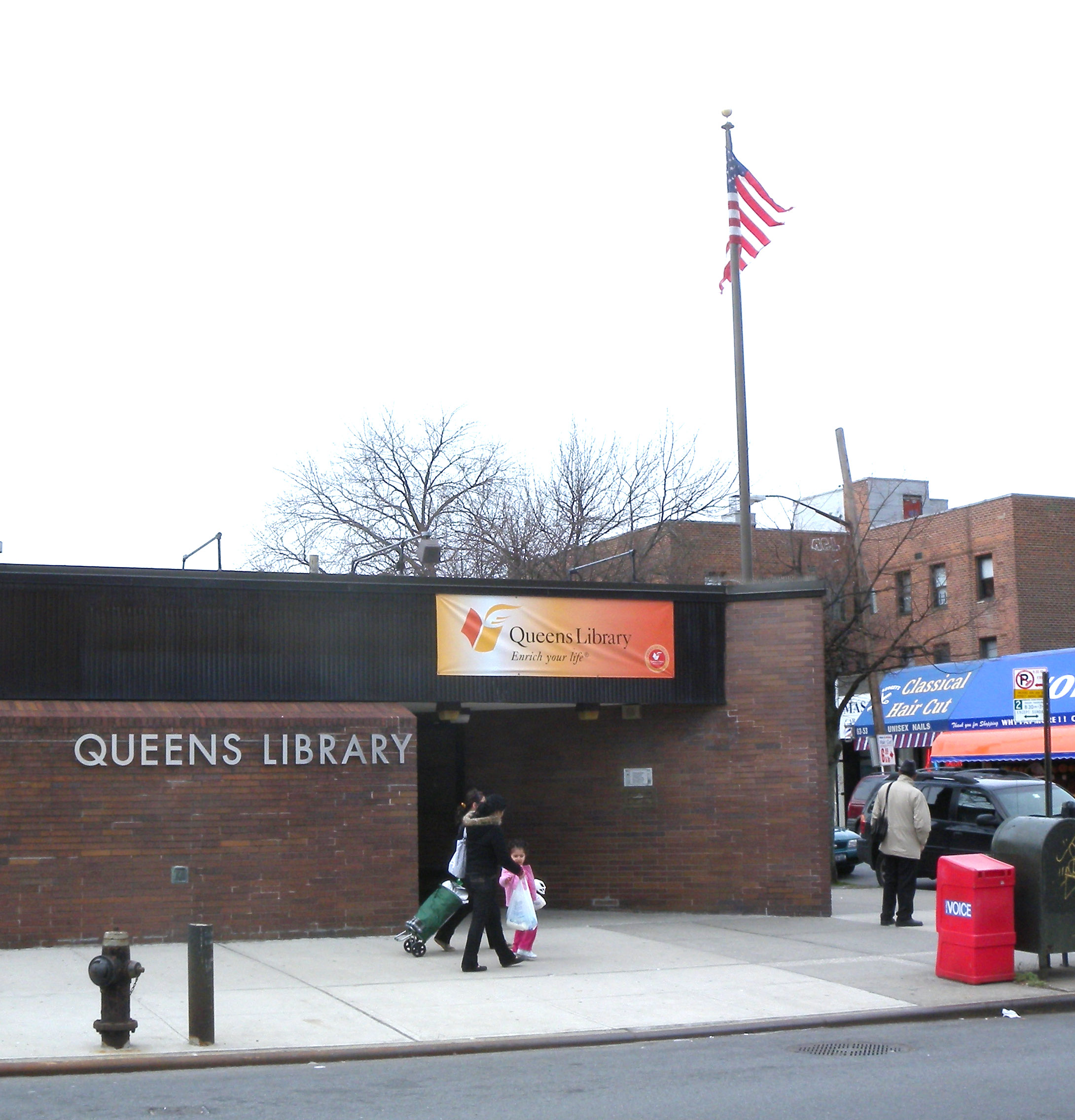
Biblioteca
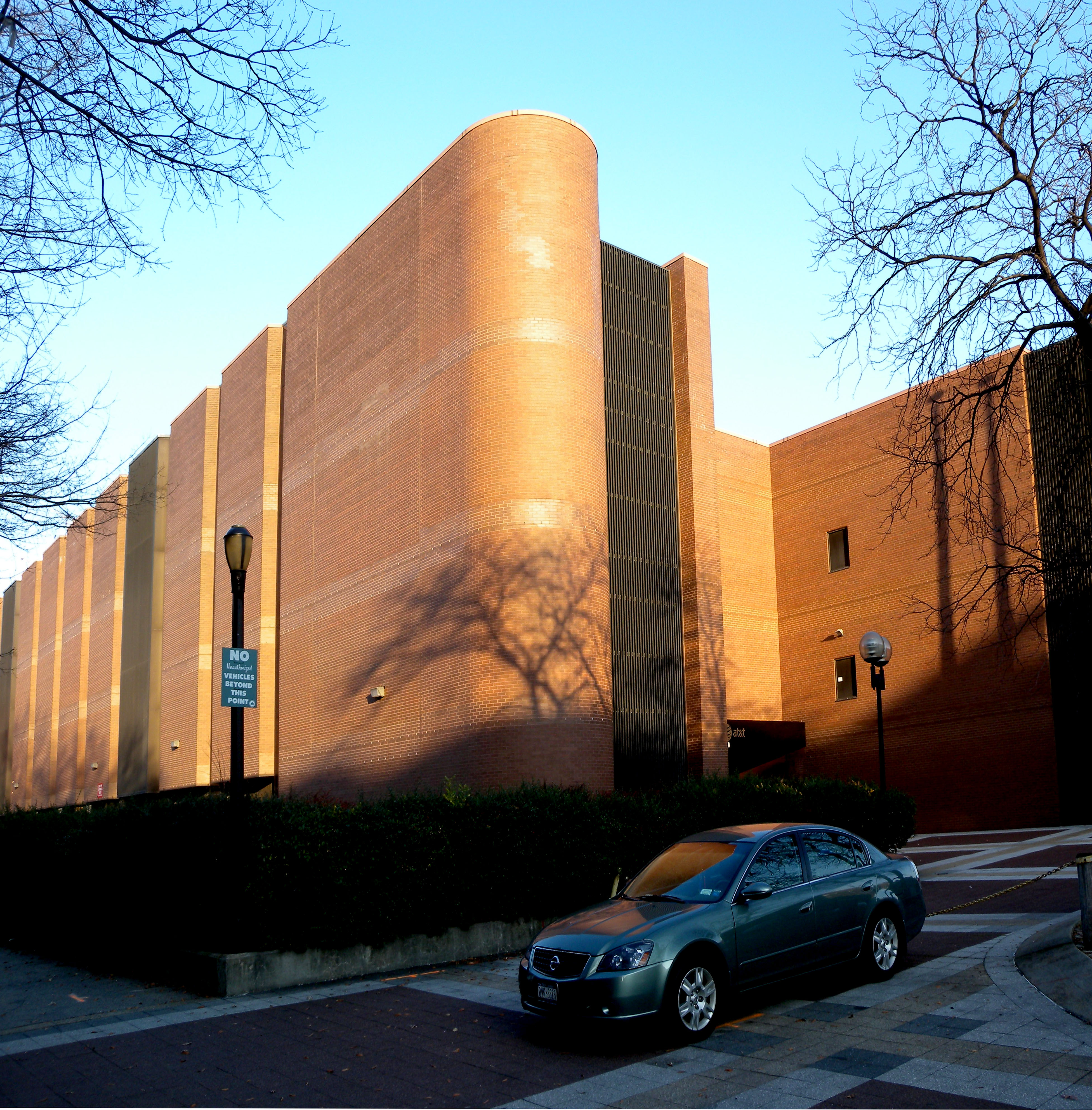
AT&T